# Либман, Михаил Яковлевич
Михаи́л Я́ковлевич Ли́бман (16 декабря 1920 — 19 октября 2010) — советский и израильский искусствовед, доктор искусствоведения. Специалист по немецкому и итальянскому искусству Ренессанса, преимущественно скульптуре, а также искусству XX века.

## Биография
С 1939 года учился на скульптурном факультете Латвийской Академии художеств. Ушёл добровольцем на фронт в 1941 году. Воевал рядовым в 201-й стрелковой дивизии на Северо-Западном фронте, демобилизован в 1943 году. В 1943 году поступил на скульптурное отделение Московского художественного института имени В. Сурикова, окончил искусствоведческое отделение филологического факультета Московского государственного университета (1944—1949). Научный руководитель — Б. Р. Виппер. 
В 1945 году, параллельно с учёбой в МГУ, начал работать в ГМИИ им. А. С. Пушкина: научный сотрудник в библиотеке, затем — заведующий отделом репродукций, с 1956 года — учёный секретарь. По воспоминаниям И. Н. Голомштока, «Либман был уникальный фактолог и в атмосферу музея вносил дух западной ученой корректности, не очень свойственный советским учреждениям». С 1960 года — научный сотрудник сектора классического искусства Запада в Институте истории искусства, затем — заместитель директора института по научной работе (1980—1991).
В 1962 защитил кандидатскую диссертацию о Донателло, а в 1969 году — докторскую диссертацию на тему: «Живопись и графика Германии в эпоху Дюрера».
Член Государственной экспертной комиссии Министерства культуры СССР, член бюро Научного совета по истории мировой культуры АН СССР. Представлял советское искусствознание на 21-м (Бонн, 1964), 22-м (Будапешт, 1969), 23-м (Гранада, 1973), 25-м (Вена, 1983) Международных конгрессах по истории искусства.
С 1991 года жил в Израиле. Вёл семинары по искусству немецкого и итальянского Возрождения для докторантов в Еврейском университете в Иерусалиме.

## Избранные труды
- В соавт. с: Элиасберг Н. Е. Сокровища Дрезденской картинной галереи: Диафильм в 4 частях. — М.: Диафильм, 1956.
- Якопо делла Кверча. — М.: Искусство, 1960. — 34 с., 18 л. ил.
- Донателло. — М.: Искусство, 1962. — 252 с.
- О скульптуре. — М.: Советский художник, 1962 (Серия: Беседы об искусстве. — Вып. 14). — 53 с.: ил.
- «Художники реальности» в Италии XVII—XVIII вв. // 50 лет Государственному музею изобразительных искусств им. А. С. Пушкина. — М.: Изд-во Акад. художеств, 1962.
- Искусство Германии XV и XVI веков. — М.: Искусство, 1964 (Серия: Очерки истории и теории изобразительных искусств). — 247 с.: ил.
- Иконология // Современное искусствознание за рубежом: Очерки / Отв. ред. Б. Р. Виппер, Т. Н. Ливанова. — М.: Наука, 1964. — С. 62—76.
- В соавт. с: Островский Г. С. Поддельные шедевры. — М.: Советский художник, 1966. — 112 с.
- Джакомо Манцу. — М.: Советский художник, 1966. — 80 с.
- Немецкая живопись в музеях Советского Союза: Альбом / Сост. альбома и авт. текста М. Либман. — Л.: Аврора, 1972. — 13 с., 102 л. ил., портр.; нем. Deutsche Malerei: In Den Museen Der Sowjetunion. — L.: Avrora, 1972.
- Баварские государственные собрания картин. Мюнхен. — М.: Изобразительное искусство, 1972 (Серия: Музеи мира). — 200 с.
- Дюрер и его эпоха: Живопись и графика Германии конца XV и первой половины XVI века: К 500-летию Альбрехта Дюрера, 1471—1971. — М.: Искусство, 1972 (Серия: Из истории мирового искусства). — 239 с.
- Ганс Грундиг. — М.: Искусство, 1974 (Cерия: Зарубежное искусство XX века). — 104 с.
- Джузеппе Мария Креспи. — М.: Искусство, 1967. — 54 с.; нем. Giuseppe Maria Crespi. — Dresden: VEB Verlag der Kunst, 1976. — 191 p.
- Социальные факторы в искусстве и их роль в методологии исследователя: на примере позднего средневековья и эпохи Возрождения // Советское искусствознание’78. — Т. 2. — М., 1979. — С. 226—238.
- Немецкая скульптура 1350—1550. — М.: Искусство, 1980 (Серия: Из истории мирового искусства). — 406 с.; нем. Die Deutsche Plastik 1350—1550. — Leipzig: VEB E. A. Seemann Buch- und Kunstverlag, 1982. — 546, [2] s.: il. — ISBN 3-570-09232-1
- нем. Aus Spätmittelalter und Renaissance: kunsthistorische Betrachtungen. — Leipzig: E. A. Seemann Verlag, 1987 (Seemann-Beiträge zur Kunstwissenschaft). — 247 S. ISBN 3-527-17593-8
- Вернер Клемке. — Л.: Искусство (Ленинградское отделение), 1988. — 261 с.
- Очерки немецкого искусства позднего средневековья и эпохи Возрождения. — М.: Советский художник, 1991 (Серия: Библиотека искусствознания). — 208 с. — ISBN 5-269-00303-1
- ивр. דמותו החברתית של האמן בתקופת הרנסנס ,ירושלים: מוסד ביאליק, 1997 ‎ (Дмуто ха-хевратит шел ха-оман би-ткуфат ха-Ренесанс: Социальный образ художника эпохи Возрождения. — Пер. с англ. на иврит. — Иерусалим: Институт Бялика, 1997). — ISBN 965-342-682-6
- ивр. הפיסול האיטלקי בתקופת הרנסנס: מורפולוגיהן ,הוצאה: מוסד ביאליק, 2010 ‎ (Итальянская скульптура эпохи Возрождения: морфология. — Пер. с англ. на иврит. — Иерусалим: Институт Бялика, 2010). — ISBN 978-965-342-898-5
- Научный консультант и автор более 30 статей об искусстве в Краткой еврейской энциклопедии.